# Joseph Schacht
Joseph Schacht (Ratibor, 1902. április 15. – Englewood, 1969. augusztus 1.) angol-német arabista, iszlámkutató és egyetemi tanár.

## Élete
A Porosz Királyságban, Sziléziában született. Szülei katolikusak voltak, de már korán egy zsidó iskolába került. Itt szemita nyelveket, görögöt és latint tanult Gotthelf Bergsträßer professzor kezei alatt. 1927-ben nagyon fiatalon lett professzor. 1934-ben a Harmadik Birodalom elől az Egyesült Királyságba menekült, ahol az egyik legnevesebb arabság kutató vált belőle.